# Lymphocyte NKT
Ne doit pas être confondu avec Lymphocyte NK ou Lymphocyte T cytotoxique.

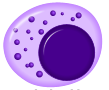
Schéma d'un NKT au microscope

Les lymphocytes NKT (acronyme de l'anglais natural killer T, qui signifie « tueur naturel T ») sont un groupe hétérogène de lymphocytes T. Ils possèdent des marqueurs de lymphocytes T cytotoxiques et de lymphocytes NK. La plupart de ces cellules reconnaissent la molécule non-polymorphique CD1d, une molécule analogue aux protéines du complexe majeur d’histocompatibilité de classe un (CMH 1), qui est une molécule présentatrice des antigènes lipidiques et glycolipidiques. Les NKT constituent 0,2 % environ des lymphocytes T du sang périphérique.

## Nomenclature
Le terme NKT fut utilisé en premier lieu chez la souris, où il qualifia une sous-population de cellules T qui exprimaient le marqueur NK 1.1 (CD161) associé aux cellules NK. On admet généralement maintenant que l’acronyme NKT fait référence aux lymphocytes T restreints à la reconnaissance du CD1d, présents chez l’Humain et la souris, co-exprimant un TCR semi-invariant et hautement biaisé et des marqueurs de cellules NK.
Les cellules T natural killer ne doivent donc pas être confondues avec les cellules NK.

## Caractérisation moléculaire
Les NKT expriment un TCR alpha/beta et le CD3, mais également des marqueurs moléculaires typiquement associes aux cellules NK, comme NK1.1 (chez la souris). Ils se différencient des cellules T αβ en ce que leur TCR possède une diversité très réduite, et ne reconnaît pas des complexes CMH/peptides, mais des lipides et glycolipides présente par la molécule CD1d, un membre de la famille de molécules présentatrices d’antigènes CD1. Les NKT contiennent des cellules NK1.1+ et NK1.1−, de même que des cellules CD4+, CD4−, CD8+ et CD8−. Les NKT partagent également des caractéristiques de cellules NK, comme les marqueurs CD16 et CD56 (chez l’homme), et la production de granzyme.

## Classification
Il a été proposé une classification des NKT en trois groupes
|                     | Type 1 NKT                                                                | Type 2 NKT                    | NKT-Like                                           |
| Autres noms         | NKT classiques invariant NKT (iNKT) Vα14i NKT (souris) Vα24i NKT (humain) | non-classiques NKT divers NKT | Cellules T NK1.1+ Cellules T CD3+ Cellules T CD56+ |
| Restriction         | CD1d                                                                      | CD1d                          | MHC, autres?                                       |
| Réactivité α-GalCer | +                                                                         | -                             | -                                                  |
| Répertoire TCR      | Vα14-Jα18: Vβ8.2, 7, 2 (souris) Vα24-Jα18: Vβ11 (humain)                  | divers                        | divers                                             |
| ------------------- | ------------------------------------------------------------------------- | ----------------------------- | -------------------------------------------------- |

## Catégories
Les cellules NKT sont divisées en deux catégories principales selon la diversité de leur TCR et leur réactivité antigénique. Il existe d'une part les cellules NKT de type I ou NKT invariants (iNKT) et d'autre part les cellules NKT de type II ou NKT variants (NKTv). Le TCR des cellules NKT de type II possède une variabilité limitée de chaîne α et β (variant mais de façon oligoclonale) et peut reconnaître des ligands de différentes natures.
D'autres populations, très minoritaires, de lymphocytes T restreints à la molécule CD1d ont été identifiées.

## Fonctions
Lors de leur activation, les NKT sont capables de produire de grandes quantités de cytokines (TNF-α, IFN-γ, IL-4, IL-10, IL-17, …). Elles régulent les réponses immunes grâce à l'interaction entre les cytokines et les différentes cellules immunitaires.
Elles sont douées d'une activité cytotoxique. Grâce à cela elles peuvent éliminer des cellules tumorales ou des cellules infectées par différents pathogènes (bactérie, virus, parasite, champignon). Elles participent également aux réponses immunes lors de pathologies métaboliques comme l'obésité et le diabète,.

## Importance
Chez la souris, les cellules NKT représentent 0,2-0,5% des lymphocytes dans le thymus, la rate, le sang et la moelle osseuse et 15-35% des lymphocytes du foie.Les NKT semblent remplir un rôle essentiel dans l’immunité car leurs dysfonctions ou déficiences conduit au développement de maladies auto-immunes (comme le diabète), inflammatoire (athérosclérose) ou le cancer. Récemment, les NKT ont été impliques dans la progression de la maladie asthmatique.
Leur potentiel en clinique repose sur le relargage rapide des cytokines sus-citées (TNF, interleukine 2 et IL-4) qui promeuvent ou suppriment différents types de réponses immunitaires, ce qui a valu aux NKT le surnom d'arme à double tranchant du système immunitaire.

## Confusion
Attention, il ne faut pas confondre lymphocyte NKT et lymphocyte NK (ou cellule naturelle tueuse), qui est une cellule de l'immunité innée capable de lyser les cellules anormales.